# Encarnación Llinares Cuesta
Encarnación Llinares Cuesta (Finestrat, 29 de abril de 1954) es una médica y política valenciana, diputada a las Cortes Valencianas en la VI Legislatura y senadora en la X y XI Legislaturas.

## Biografía
Licenciada en Medicina por la Universidad de Valencia, ha trabajado como médica de familia en la sanidad pública. Afiliada al PSPV-PSOE, a las elecciones municipales españolas de 1995 y 1999 resultó elegida regidora del ayuntamiento de Benidorm, donde fue la portavoz municipal socialista. Fue elegida diputada las elecciones a las Cortes Valencianas de 2003.
No se presentó a la reelección porque el 14 de abril de 2007 fue nombrada subdelegada del gobierno a la provincia de Alicante, cargo que ocupó hasta el 11 de octubre de 2011. A las elecciones generales españolas de 2011 y 2015 fue elegida senadora por Alicante, donde es secretaria segunda de la Comisión de Igualdad y portavoz de la Comisión de Sanidad y Servicios Sociales.